# 23949 Dazapata
23949 Dazapata là một tiểu hành tinh vành đai chính với chu kỳ quỹ đạo là 1900.1717333 ngày (5.20 năm).
Nó được phát hiện ngày 28 tháng 10 năm 1998.